# Lycoris houdyshelii
Lycoris houdyshelii är en amaryllisväxtart som beskrevs av Hamilton Paul Traub. Lycoris houdyshelii ingår i släktet Lycoris och familjen amaryllisväxter. Inga underarter finns listade i Catalogue of Life.

## Bildgalleri

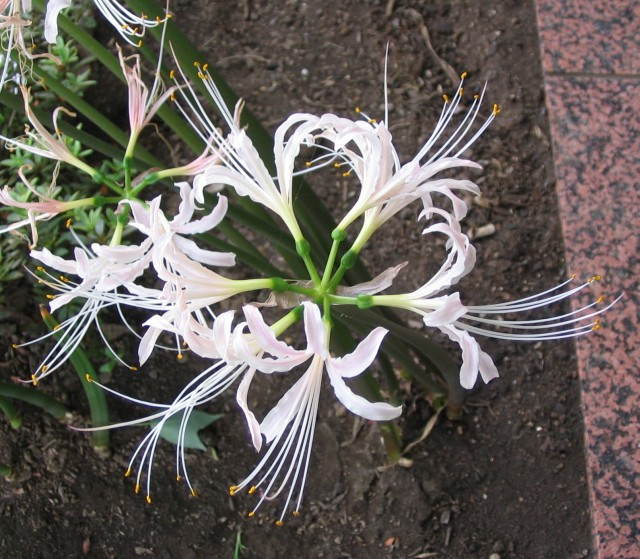